# تزویر (مجموعه تلویزیونی)
تزویر (انگلیسی: Distorted; کره‌ای: 조작) یک مجموعه تلویزیونی کره جنوبی سال ۲۰۱۷ با بازی نام گونگ مین، اوم جی وون، یو جون سانگ، جون هه بین و مون سونگ-گون است. این مجموعه از ۲۴ ژوئیه تا ۱۲ سپتامبر ۲۰۱۷، روزهای دوشنبه و سه‌شنبه ساعت ۲۲:۰۰ (کی‌اس‌تی) از اس‌بی‌اس پخش شد.

## خلاصه داستان
این مجموعه داستان خبرنگارانی را روایت می‌کند که در تلاش برای یافتن حقیقت فسادهای جامعه هستند.

## بازیگران

### اصلی
- نام گونگ مین در نقش هان مو یونگ[۷][۸]

یک شخص دردسرساز که شاهد مرگ برادر خبرنگارش در حال تهیه گزارش خبرنگاری از یک رسوایی فساد بزرگ بود و اکنون برای انتقام مرگ برادرش خبرنگار شده‌است.
- اوم جی وون در نقش کوان سو را[۱۰]

یک دادستان که با بهترین نمرات در سطح کلاس خود از دانشگاه فارغ‌التحصیل شده‌است.
- یو جون سانگ در نقش لی سوک مین[۱۱]

یک روزنامه‌نگار بدبین، کله‌شق و بدخلق که با بی عدالتی‌ها مخالفت می‌کند.
- جون هه بین در نقش اوه یو کیونگ[۱۲]

یک گزارشگر.
- مون سونگ-گون در نقش کو ته وون[۱۳]

مدیر روزنامه ده‌هان.

## یادداشت
1. 1 2  به منظور دور زدن قوانین کره که از وقفه‌های تبلیغاتی در وسط یک قسمت جلوگیری می‌کند، آنچه قبلاً به عنوان قسمت‌های ۷۰ دقیقه‌ای پخش می‌شد، اکنون به صورت دو قسمت ۳۵ دقیقه‌ای آماده می‌شود و هرشب دو قسمت همراه با آگهی تبلیغاتی بین آنها پخش می‌شود.[۱]